# Andata al Calvario (Pontormo)

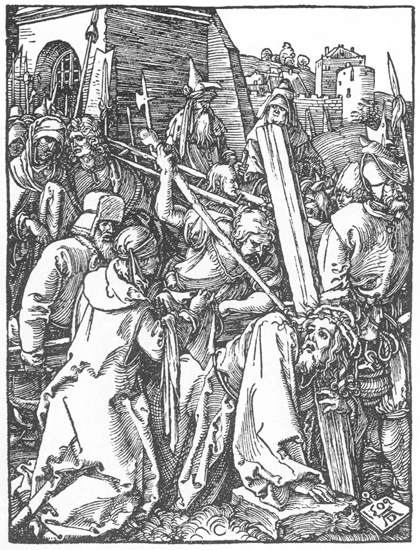
Dürer, Cristo portacroce, 1511

L'Andata al Calvario è un affresco staccato (300×292 cm) di Pontormo, databile al 1523-1525 circa e conservato nella Certosa del Galluzzo presso Firenze. Con le altre quattro lunette del ciclo delle Storie della Passione decorava il chiostro della Certosa; oggi sono tutte staccate e conservate in un ambiente chiuso del monastero.

## Storia
Nel 1523, per sfuggire a un focolaio di peste, Pontormo se ne andò da Firenze approdando, accompagnato dal solo allievo prediletto Bronzino, alla Certosa (circa 6 km dal centro cittadino), dove venne accolto dai monaci, lavorando per loro fino al 1527.
Il primo compito che gli venne affidato fu quello di affrescare alcune lunette del chiostro con scene della Passione di Cristo, in tutto cinque. Le opere, ispirate in maniera più o meno diretta alle xilografie della Piccola Passione di Dürer, vennero criticate da Vasari, che gli rimproverò di aver abbracciato la "maniera tedesca", vista particolarmente di cattivo occhio nella piena controriforma (periodo in cui scriveva lo storico aretino), quale veicolo di idee luterane. Pinelli inoltre riscontrò similitudini nelle scene con un'altra opera nordica, la Passione di Hans Memling a quell'epoca a Santa Maria Nuova, istituzione pure retta dallo stesso priore della Certosa, Leonardo Buonafede.
Le lunette, molto danneggiate dall'esposizione all'aperto, vennero staccate nel Novecento e ricoverate all'interno del monastero, in una sala del cosiddetto "palazzo Acciaiuoli". 

## Descrizione e stile
La lunetta dell'Andata al Calvario mostra ampie zone danneggiate, ridotte ormai a macchie di colore. La scena è incentrata sull'episodio della Veronica che porge il sudario a Cristo. Il numero e la varietà delle pose dei personaggi conferiscono all'insieme un aspetto dinamico e movimentato, dove gesti, sguardi, scale e aste si incrociano, fendendo la processione che comprende i condannati, gli accusatori, gli armigeri e i semplici curiosi. 
In secondo piano, sulla collina a destra, si trova il gruppo dei dolenti, che presenta un'intensa drammaticità di sapore nordico. Maria, in particolare, e Giovanni, l'apostolo prediletto, mostrano il loro profondo sconforto, portandosi la mano agli occhi per asciugare le copiose lacrime.
In generale le influenze nordiche si manifestano nei profili allungati e nell'abbigliamento dei personaggi, nonché nel senso drammatico degli eventi: grazie a tali ricerche l'artista scioglieva tutti i legami con la tradizione fiorentina, arrivando a una nuova e liberissima sintesi formale.